# Badacsonytördemic
Badacsonytördemic (vyslovováno [badačoňterdemic], dříve Nemestördemic) je vesnice a letovisko v Maďarsku v župě Veszprém, spadající pod okres Tapolca. Nachází se u břehu Balatonu a bezprostředně sousedí s městem Badacsonytomaj. V roce 2015 zde žilo 878 obyvatel, z nichž jsou 79,5 % Maďaři, 4,1 % Němci a 0,9 % Romové.
Sousedními vesnicemi jsou Balatonederics, Hegymagas, Nemesgulács a Szigliget, sousedním městem Badacsonytomaj.